# Cạnh tranh giữa Chelsea F.C. và Tottenham Hotspur F.C.
Cạnh tranh giữa Chelsea và Tottenham Hotspur là sự cạnh tranh giữa hai câu lạc bộ bóng đá chuyên nghiệp đến từ thủ đô Luân Đôn (Anh) là Chelsea và Tottenham. Chelsea lấy sân Stamford Bridge làm sân nhà, còn đối với Tottenham là sân Tottenham Hotspur (White Hart Lane mới).
Hai đội gặp nhau ở ba trận chung kết: Chung kết Cúp FA 1967 (Spurs thắng 2-1), Chung kết Cúp Liên đoàn Bóng đá Anh 2008 (Spurs thắng 2-1) và 2015 (Chelsea thắng 2-0).

## Danh hiệu
| Quốc tế, châu lục               | Chelsea | Tottenham Hotspur |
| ------------------------------- | ------- | ----------------- |
| UEFA Champions League           | 2       | 0                 |
| UEFA Cup / UEFA Europa League   | 2       | 2                 |
| UEFA Cup Winners' Cup           | 2       | 1                 |
| UEFA Super Cup                  | 1       | —                 |
|                                 |         |                   |
| Quốc nội                        | Chelsea | Tottenham Hotspur |
| First Division / Premier League | 6       | 2                 |
| FA Cup                          | 8       | 8                 |
| League Cup                      | 5       | 4                 |
| Full Members' Cup               | 2       | —                 |
| FA Community Shield             | 4       | 7                 |
| Tổng                            | 31      | 24                |